# Papieski Instytut Biblijny

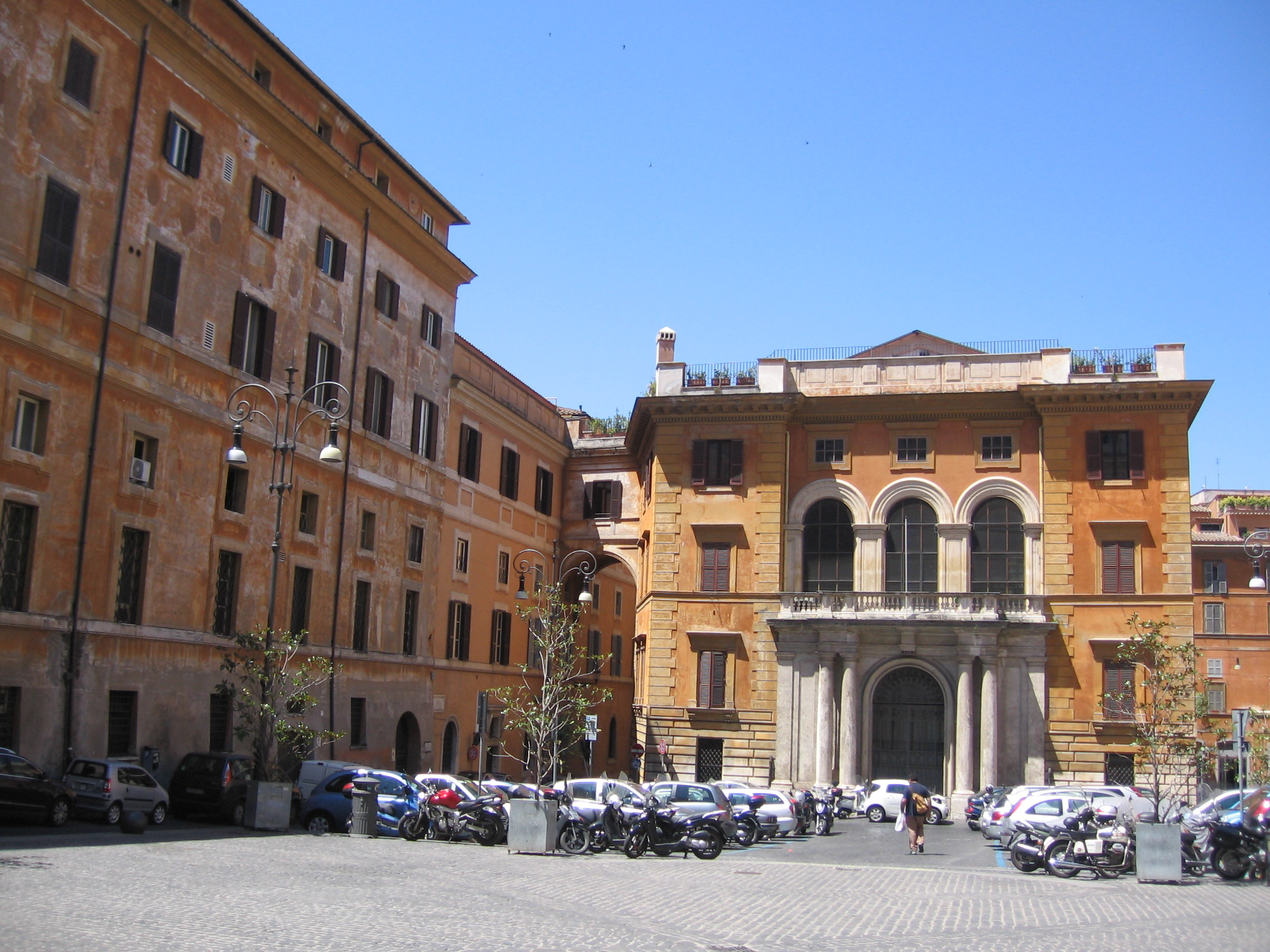
Siedziba Instytutu przy Piazza della Pilotta w Rzymie.

Papieski Instytut Biblijny, Biblicum (Pontificio Istituto Biblico, Pontifical Biblical Institute) – katolicki instytut naukowy o prawach szkoły wyższej, prowadzony przez jezuitów, mający swą siedzibę w Rzymie i podległy kanonicznie bezpośrednio Stolicy Apostolskiej. Od samego początku Instytut prowadzony jest przez jezuitów.

## Charakterystyka
Instytut został powołany do istnienia 7 maja 1909 przez papieża Piusa X jako centrum zaawansowanych badań nad Pismem Świętym. Biblia jako przedmiot badań podlega, zgodnie z wolą założyciela, analizie i badaniom opartym o najnowsze i najbardziej efektywne możliwości nauki. Instytut dzieli się na 2 wydziały: biblijny i orientalistyczny.
Badania prowadzone przez Instytut dotyczą wszystkich dziedzin biblistyki, czyli m.in. egzegezy, hermeneutyki, analizie krytycznej tekstu, itp. Instytut wydaje własne serie czasopism naukowych.
Początkowo PIB przygotowywał uczniów do egzaminu w Papieskiej Komisji Biblijnej. Listem Apostolskim Cum Biblia Sacra 15 sierpnia 1916 papież Benedykt XV nadał uprawnienia do nadawania stopnia naukowego licencjatu w imieniu PCB. Poprzez motu proprio Quod maxime z dnia 30 września 1928, Pius XI powierzył PIB naukową niezależność od PCB, umożliwiając Instytutowi nadawanie stopnia doktora.
Od 1928 roku Instytut jest stowarzyszony z Papieskim Uniwersytetem Gregoriańskim i Papieskim Instytutem Wschodnim.

## Rektorzy
- Leopold Fonck – od 1909 do 1930
- Augustin Bea – od 1930 do 1949
- Ernest Vogt – od 1949 do 1963
- Roderick A. MacKenzie – od 1963 do 1969
- Carlo Maria Martini – od 1969 do 1978
- Maurice Gilbert – od 1978 do 1984
- Albert Vanhoye – od 1984 do 1990
- Klemens Stock – 1990 do 1996
- Robert F. O'Toole – od 1996 do 2002
- Stephen Pisano – od 2002 do 2008
- José María Abrego de Lacy – od 2008 do 2014
- Michael Kolarcik – od 2014

## Biblioteka
Wraz z Instytutem została założona biblioteka, która uważana jest za nieodłączną część Instytutu. Pierwszy jej zbiór powstał z duplikatów Biblioteki Watykańskiej. Następnie był on systematycznie rozwijany. Dziś jest on ceniony przez badaczy z całego świata. Biblioteka specjalizuje się w studiach biblijnych i orientalistycznych: egzegeza biblijna i nauki pokrewne (filologia semicka i grecka), historia egzegezy chrześcijańskiej i judaistycznej, archeologia starożytnego Bliskiego Wschodu.